# Charles François Lefrancq
Charles François Joseph Lefrancq est un homme politique français né le 13 mars 1751 à Calais (Pas-de-Calais) et décédé à une date inconnue.
Fils d'un officier de l'Amirauté, il est délégué du tiers état pour les élections des États-généraux de 1789. Procureur syndic du district de Calais en 1790, il est député du Pas-de-Calais de 1791 à 1792, puis administrateur du département en 1799 et commissaire du gouvernement près l'administration départementale.

## Sources
- « Charles François Lefrancq », dans Adolphe Robert et Gaston Cougny, Dictionnaire des parlementaires français, Edgar Bourloton, 1889-1891 [détail de l’édition]